# Andrej Razumovskij
Andrej Kirillovitj Razumovskij (ryska: Андрей Кириллович Разумовский), född 4 november (g.s. 22 oktober) 1752 i Gruchov, död 24 september (g.s. 11 september) 1836 i Wien, var en rysk furste och diplomat. Han var son till Kirill Razumovskij, och bror till Aleksej Razumovskij. 
Razumovskij ägnade sig först åt sjökrigstjänsten, men övergick snart till diplomatin. Efter att ha innehaft sändebudsplatser i Venedig, Neapel (där drottning Maria Karolina gav honom sin gunst) och sedan 1783 i Köpenhamn kom han 1787 i egenskap av envoyé till Stockholm, där han strax började knyta förbindelser med de missnöjda. 
Då Gustav III:s krigsplaner började skönjas, inlämnade Razumovskij på sin kejsarinnas uppdrag 18 juni 1788 till riksrådet Johan Gabriel Oxenstierna en not, i vilken det förekom uttryck, som syntes göra en opassande skillnad mellan kungen och nationen. Gustav III fick därigenom anledning att avbryta den diplomatiska förbindelsen med Ryssland. Razumovskij befalldes att inom åtta dagar lämna Stockholm, men han dröjde kvar, trots förnyade uppmaningar, ända till 11 augusti. 
År 1793 utnämndes Razumovskij till sändebud i Wien, där han blev Ludwig van Beethovens beskyddare. På sin fientlighet emot den svenska regeringen gav han nya prov genom att uppmuntra Gustaf Mauritz Armfelt i hans stämplingar. Han var även starkt fientlig mot Frankrike och Napoleon I samt tog efter Alexander I:s fred med den sistnämnde 1807 avsked från sin ministerpost. 
Vid fransk-ryska fredsbrottet 1812 blev Razumovskij åter Alexander I:s förtroendeman och arbetade av all kraft emot Napoleon I. Han var med på kongresserna i Châtillon, Chaumont, Paris (första Parisfreden maj 1814) och Wien, uttalade i mars 1815 Rysslands aktförklaring över Napoleon I och var en bland undertecknarna av den andra Parisfreden samma år. År 1815 utnämndes han till furste. På ålderdomen antog han romersk-katolska läran.